# Амиров, Джамшид Джаббар оглы
Джамшид Джаббар оглы Амиров (азерб. Cəmşid Cabbar oğlu Əmirov; 10 февраля 1918, Нахичевань — 29 декабря 1982) — азербайджанский писатель. Основоположник детективного жанра в Азербайджане.

## Биография
Джамшид Амиров родился 10 февраля 1918 года в городе Нахичевань. Окончив среднюю школу в 1934 году поступил в Азербайджанский индустриальный институт и одновременно сотрудничал в республиканских газетах. На последнем курсе института оставил учёбу. В 1937—1940 годах ответственный секретарь в газете «Azərbaycan idmançısı» (азерб.) («Азербайджанский спортсмен»), в 1940—1941 годах заведующий отделом в газете «Gənc işçi» (азерб.) («Молодой работник»), в 1941 — ответственный секретарь в газете «Большевистская нефть».
Во время Второй мировой войны служил офицером в Советской Армии, с боями прошёл Польшу, Чехословакию, Австрию, Германию. Награждён орденами и медалями — «Орденом Отечественной войны I степени», медалями «За отвагу», «За взятие Кенигсберга», «За победу над Японией».
После окончания войны работал в газетах «Азербайджанская молодежь», «Советская торговля». Позже главный редактор в Азернешр, заместитель редактора журнала «Нефтяное хозяйство Азербайджана», заведующий отделом газеты «Бакы».
Литературную деятельность начал в 1940-х гг. с очерков, фельетонов и повестей. Первый печатный труд, очерк «Минуты, секунды …» вышел в газете «Азербайджанская молодежь» 28 августа 1946 года.
Джамшид Амиров является основоположником детективного жанра в Азербайджане. Первые работы в этом жанре вышли в свет в 50-е годы.
«Береговая операция», увлекательная повесть о работе сотрудников госбезопасности, которые успешно борются с агентами иностранной разведки, была впервые выпущена на азербайджанском языке в 1958 году и в переводе на русский язык в 1961 году.
Джамшид Амиров скончался 29 декабря 1982 года.

## Произведения
- Cəmşid Əmirov. Qara "Volqa". Bakı: Azərnəşr, 1966, 312 səh, переиздание 1969, 312 səh.  «Гара Волга» (Чёрная Волга), 1966, детективный роман, прототипом одного из героев по имени Бахыш Бахышев был Бахыш Мехтиев[3].